# Austria na Letnich Igrzyskach Olimpijskich 2008
Austrię na Letnich Igrzyskach Olimpijskich 2008 reprezentowało 72 zawodników.
Austriacki Komitet Olimpijski nominował 21 lipca 2008 austriacką drużynę narodową na Letnie Igrzyska Olimpijskie 2008 w Pekinie. Chorążym został Hans-Peter Steinacher, który razem z Romanem Hagara (chorąży w Atenach 2004) na Letnich Igrzyskach Olimpijskich 2000 w Sydney oraz na Letnich Igrzyskach Olimpijskich 2004 w Atenach zdobył złoty medal w żeglarstwie dla Austrii.

## Zdobyte medale
| Medal  | Zawodnik                 | Dyscyplina sportowa | Konkurencja                    |
| ------ | ------------------------ | ------------------- | ------------------------------ |
| Srebro | Ludwig Paischer          | Judo                | kategoria do 60 kg mężczyzn    |
| Brąz   | Mirna Jukić              | Pływanie            | 100 m stylem klasycznym kobiet |
| Brąz   | Violetta Oblinger-Peters | Kajakarstwo         | Kobiety K-1                    |

## Skład kadry

### Gimnastyka artystyczna
| Zawodnik       | Konkurencja           | Eliminacje | Eliminacje | Finał          | Finał          |
| Zawodnik       | Konkurencja           | Wynik      | Pozycja    | Wynik          | Pozycja        |
| -------------- | --------------------- | ---------- | ---------- | -------------- | -------------- |
| Carolina Weber | wielobój indywidualny | 64,175     | 17.        | Nie awansowała | Nie awansowała |

### Judo
Mężczyźni
| Zawodnik        | Konkurencja | 1/16                          | 1/8                          | Ćwierćfinał                   | Półfinał                       | Finał                       | Finał   |
| Zawodnik        | Konkurencja | Przeciwnik Wynik              | Przeciwnik Wynik             | Przeciwnik Wynik              | Przeciwnik Wynik               | Przeciwnik Wynik            | Pozycja |
| --------------- | ----------- | ----------------------------- | ---------------------------- | ----------------------------- | ------------------------------ | --------------------------- | ------- |
| Ludwig Paischer | - 60 kg     | Younes Ahmadi W (1010 – 0000) | Craig Fallon W (0002 – 0001) | Kim Kyong-jin W (0020 – 0000) | Dimitri Dragin W (1001 – 0000) | Choi Min-ho P (0000 – 1000) | srebro  |

Kobiety
| Zawodniczka       | Konkurencja | 1/8                         | Ćwierćfinał                      | Półfinał            | Pierwsza runda repasaży         | Półfinał repasaży            | Finał repasaży            | Finał               | Finał   |
| Zawodniczka       | Konkurencja | Przeciwniczka Wynik         | Przeciwniczka Wynik              | Przeciwniczka Wynik | Przeciwniczka Wynik             | Przeciwniczka Wynik          | Przeciwniczka Wynik       | Przeciwniczka Wynik | Pozycja |
| ----------------- | ----------- | --------------------------- | -------------------------------- | ------------------- | ------------------------------- | ---------------------------- | ------------------------- | ------------------- | ------- |
| Sabrina Filzmoser | 57 kg       | Kye Sun-hui P (0001 – 1001) | Nie awansowała                   | Nie awansowała      |                                 |                              |                           | Nie awansowała      | 19.     |
| Claudia Heill     | 63 kg       | Sarah Clark W (1011 -0100)  | Driulys González P (0001 – 0010) | Nie awansowała      | Wang Chin-fung W' (1010 – 0010) | Ysis Barneto W (0030 – 0000) | Won Ok-im P (0110 – 0001) | Nie awansowała      | 5.      |

### Jeździectwo
| Zawodnik             | Konkurencja              | Grand Prix | Grand Prix | Grand Prix Special | Grand Prix Special | Finał          | Finał |
| Zawodnik             | Konkurencja              | Wynik      | Poz.       | Wynik              | Poz.               | Wynik          | Poz.  |
| -------------------- | ------------------------ | ---------- | ---------- | ------------------ | ------------------ | -------------- | ----- |
| Victoria Max-Theurer | Ujeżdżenie indywidualnie | 65,333     | 26.        | Nie awansowała     | Nie awansowała     | Nie awansowała | 26.   |

| Zawodnik      | Konkurencja        | Ujeżdżenie | Cross country | Skoki (runda kwalifikacyjna) | Razem                    | Skoki (runda finałowa)   | Finał                    | Pozycja                  |
| ------------- | ------------------ | ---------- | ------------- | ---------------------------- | ------------------------ | ------------------------ | ------------------------ | ------------------------ |
| Harald Ambros | WKKW indywidualnie | 63,33      | wycofał się   | Nie ukończył konkurencji     | Nie ukończył konkurencji | Nie ukończył konkurencji | Nie ukończył konkurencji | Nie ukończył konkurencji |

### Kajakarstwo
Kobiety
| Zawodniczka                   | Konkurencja | Eliminacje | Eliminacje | Półfinały | Półfinały | Finał    | Finał   | Pozycja |
| Zawodniczka                   | Konkurencja | Czas       | Pozycja    | Czas      | Pozycja   | Czas     | Pozycja | Pozycja |
| ----------------------------- | ----------- | ---------- | ---------- | --------- | --------- | -------- | ------- | ------- |
| Yvonne Schuring Vicki Schwarz | K-2 500m    | 1:46,980   | 5.         | 1:44,834  | 3.        | 1:44,965 | 9. (A)  | 9.      |

### Kajakarstwo górskie
Mężczyźni
| Zawodnik        | Konkurencja | Eliminacje | Eliminacje | Eliminacje | Eliminacje | Eliminacje | Eliminacje | Półfinały | Półfinały | Finał | Finał   | Pozycja |
| Zawodnik        | Konkurencja | P 1        | M.         | P 2        | M.         | Razem      | M.         | Czas      | Miejsce   | Czas  | Miejsce | Pozycja |
| --------------- | ----------- | ---------- | ---------- | ---------- | ---------- | ---------- | ---------- | --------- | --------- | ----- | ------- | ------- |
| Helmut Oblinger | K-1         | 86,21      | 10.        | 85,54      | 7.         | 171,75     | 6.         | 88,69     | 9.        | 90,14 | 6.      | 7.      |

Kobiety
| Zawodnik                 | Konkurencja | Eliminacje | Eliminacje | Eliminacje | Eliminacje | Eliminacje | Eliminacje | Półfinały | Półfinały | Finał  | Finał   | Pozycja |
| Zawodnik                 | Konkurencja | P 1        | M.         | P 2        | M.         | Razem      | M.         | Czas      | Miejsce   | Czas   | Miejsce | Pozycja |
| ------------------------ | ----------- | ---------- | ---------- | ---------- | ---------- | ---------- | ---------- | --------- | --------- | ------ | ------- | ------- |
| Violetta Oblinger-Peters | K-1         | 97,27      | 7.         | 99,44      | 8.         | 196,71     | 6.         | 110,65    | 7.        | 104,12 | 3.      | brąz    |

### Kolarstwo

#### Kolarstwo szosowe
| Zawodnik              | Konkurencja                    | Czas     | Pozycja |
| --------------------- | ------------------------------ | -------- | ------- |
| Christian Pfannberger | wyścig ze startu wspólnego (m) | 6:26:17  | 22.     |
| Thomas Rohregger      | wyścig ze startu wspólnego (m) | 6:26:25  | 38.     |
| Christiane Soeder     | wyścig ze startu wspólnego (k) | 3:32:28  | 4.      |
| Monika Schachl        | wyścig ze startu wspólnego (k) | 3:36:37  | 46.     |
| Christiane Soeder     | jazda indywidualna na czas (k) | 36:20,75 | 7.      |

#### Kolarstwo górskie
| Zawodnik         | Konkurencja       | Czas    | Pozycja |
| ---------------- | ----------------- | ------- | ------- |
| Elisabeth Osl    | cross-country (k) | 1:51:39 | 11.     |
| Christoph Soukup | cross-country (m) | 2:00:11 | 6.      |

### Lekkoatletyka
Mężczyźni
Konkurencje biegowe
| Zawodnik           | Konkurencja | Eliminacje | Eliminacje | Ćwierćfinał | Ćwierćfinał | Półfinał | Półfinał | Finał    | Finał   |
| Zawodnik           | Konkurencja | Wynik      | Miejsce    | Wynik       | Miejsce     | Wynik    | Miejsce  | Wynik    | Miejsce |
| ------------------ | ----------- | ---------- | ---------- | ----------- | ----------- | -------- | -------- | -------- | ------- |
| Günther Weidlinger | 10 000 m    |            |            |             |             |          |          | 28:14,38 | 27.     |

Konkurencje techniczne
| Zawodnik      | Konkurencja  | Kwalifikacje | Kwalifikacje | Finał         | Finał         |
| Zawodnik      | Konkurencja  | Wynik        | Miejsce      | Wynik         | Miejsce       |
| ------------- | ------------ | ------------ | ------------ | ------------- | ------------- |
| Gerhard Mayer | rzut dyskiem | 61,32        | 18.          | Nie awansował | Nie awansował |

Kobiety
Konkurencje biegowe
| Zawodnik           | Konkurencja | Eliminacje | Eliminacje | Ćwierćfinał | Ćwierćfinał | Półfinał | Półfinał | Finał   | Finał   |
| Zawodnik           | Konkurencja | Wynik      | Miejsce    | Wynik       | Miejsce     | Wynik    | Miejsce  | Wynik   | Miejsce |
| ------------------ | ----------- | ---------- | ---------- | ----------- | ----------- | -------- | -------- | ------- | ------- |
| Eva-Maria Gradwohl | maraton     |            |            |             |             |          |          | 2:44:24 | 57.     |

### Pływanie
Mężczyźni
| Zawodnik                                                | Konkurencja        | Eliminacje | Eliminacje | Półfinał      | Półfinał      | Finał          | Finał          |
| Zawodnik                                                | Konkurencja        | Czas       | Miejsce    | Czas          | Miejsce       | Czas           | Miejsce        |
| ------------------------------------------------------- | ------------------ | ---------- | ---------- | ------------- | ------------- | -------------- | -------------- |
| Dominik Koll                                            | 200 m dowolnym     | 1:47:81    | 7.         | 1:47,87       | 6.            | Nie awansował  | Nie awansował  |
| David Brandl                                            | 400 m dowolnym     | 3:48:63    | 1.         |               |               | Nie awansował  | Nie awansował  |
| Florian Janistyn                                        | 1500 m dowolnym    | 15:12,46   | 1.         |               |               | Nie awansował  | Nie awansował  |
| Markus Rogan                                            | 100 m grzbietem    | 54,22      | 4.         | 53,80         | 5.            | Nie awansował  | 9.             |
| Markus Rogan                                            | 200 m grzbietem    | 1:56,64    | 1.         | 1:56,34       | 2.            | 1:55,49        | 4.             |
| Sebastian Stoss                                         | 200 m grzbietem    | 1:59,44    | 5.         | Nie awansował | Nie awansował | Nie awansował  | Nie awansował  |
| Hunor Mate                                              | 100 m klasycznym   | 1:00,93    | 1.         | Nie awansował | Nie awansował | Nie awansował  | Nie awansował  |
| Hunor Mate                                              | 200 m klasycznym   | 2:11,56    | 3.         | Nie awansował | Nie awansował | Nie awansował  | Nie awansował  |
| Maxim Podoprigora                                       | 200 m klasycznym   | 2:14,43    | 7.         | Nie awansował | Nie awansował | Nie awansował  | Nie awansował  |
| Dinko Jukić                                             | 200 m motylkiem    | 1:55,96    | 4.         | 1:55,65       | 6.            | Nie awansował  | Nie awansował  |
| Dinko Jukić                                             | 200 m zmiennym     | 2:00,57    | 5.         | 2:00,98       | 8.            | Nie awansował  | Nie awansował  |
| Dinko Jukić                                             | 400 m zmiennym     | 4:15,48    | 5.         |               |               | Nie awansował  | Nie awansował  |
| Dominik Koll David Brandl Florian Janistyn Markus Rogan | 4 × 200 m dowolnym | 7:11,45    | 5.         |               |               | Nie awansowali | Nie awansowali |

Kobiety
| Zawodniczka        | Konkurencja      | Eliminacje | Eliminacje | Półfinał       | Półfinał       | Finał          | Finał          |
| Zawodniczka        | Konkurencja      | Czas       | Miejsce    | Czas           | Miejsce        | Czas           | Miejsce        |
| ------------------ | ---------------- | ---------- | ---------- | -------------- | -------------- | -------------- | -------------- |
| Birgit Koschischek | 100 m dowolnym   | 55,62      | 3.         | Nie awansowała | Nie awansowała | Nie awansowała | Nie awansowała |
| Birgit Koschischek | 100 m motylkowym | 59,07      | 1.         | Nie awansowała | Nie awansowała | Nie awansowała | Nie awansowała |
| Jördis Steinegger  | 200 m dowolnym   | 2:00,52    | 2.         | Nie awansowała | Nie awansowała | Nie awansowała | Nie awansowała |
| Jördis Steinegger  | 400 m dowolnym   | 4:09,72    | 5.         |                |                | Nie awansowała | Nie awansowała |
| Jördis Steinegger  | 800 m dowolnym   | 8:26,40    | 3.         |                |                | Nie awansowała | Nie awansowała |
| Jördis Steinegger  | 400 m zmiennym   | 4:45,15    | 4.         |                |                | Nie awansowała | Nie awansowała |
| Mirna Jukić        | 100 m klasycznym | 1:07,06    | 1.         | 1:07,27        | 2.             | 1:07,34        | brąz           |
| Mirna Jukić        | 200 m klasycznym | 2:24,39    | 2.         | 2:23,76        | 2.             | 2:23,24        | 4.             |
| Nina Dittrich      | 200 m motylkowym | 2:09,85    | 2.         | Nie awansowała | Nie awansowała | Nie awansowała | Nie awansowała |

### Pływanie synchroniczne
| Zawodnik                   | Konkurencja | Eliminacje                    | Eliminacje                    | Eliminacje                 | Eliminacje                 | Eliminacje         | Eliminacje         | Finał          | Finał          |
| Zawodnik                   | Konkurencja | Eliminacje – runda techniczna | Eliminacje – runda techniczna | Eliminacje – runda dowolna | Eliminacje – runda dowolna | Eliminacje – Razem | Eliminacje – Razem | Finał          | Finał          |
| Zawodnik                   | Konkurencja | Punkty                        | Miejsce                       | Punkty                     | Miejsce                    | Punkty             | Miejsce            | Punkty         | Miejsce        |
| Nadine Brandl Lisbeth Mahn | Duety       | 41,250                        | 21.                           | 41,167                     | 22.                        | 82,417             | 22.                | Nie awansowały | Nie awansowały |

#### Siatkówka plażowa
Mężczyźni
| Zawodnik                        | Konkurencja | Faza grupowa                                       | Faza grupowa                                                 | Faza grupowa                                              | Pozycja | Szczęśliwy przegrany                             | 1/8                                                     | Ćwierćfinały                                          | Półfinały        | Finał            | Finał   |
| Zawodnik                        | Konkurencja | Przeciwnik Wynik                                   | Przeciwnik Wynik                                             | Przeciwnik Wynik                                          | Pozycja | Przeciwnik Wynik                                 | Przeciwnik Wynik                                        | Przeciwnik Wynik                                      | Przeciwnik Wynik | Przeciwnik Wynik | Pozycja |
| ------------------------------- | ----------- | -------------------------------------------------- | ------------------------------------------------------------ | --------------------------------------------------------- | ------- | ------------------------------------------------ | ------------------------------------------------------- | ----------------------------------------------------- | ---------------- | ---------------- | ------- |
| Florian Gosch Alexander Horst   | mężczyźni   | Kristjan Kais Rivo Vesik 2:1 (21:16, 18:21, 15:12) | Pablo Herrera Raúl Mesa 0:2 (14:21, 12:21)                   | Xu Linyin Wu Penggen 0:2 (16:21, 15:21)                   | 3       | Sascha Heyer Patrick Heuscher 2:0 (21:11, 21:19) | Aleksandrs Samoilovs Mārtiņš Pļaviņš 2:0 (21:17, 21:18) | Márcio Araújo Fábio Luiz Magalhães 0:2 (20:22, 17:21) | Nie awansowali   | Nie awansowali   | 5.      |
| Clemens Doppler Peter Gartmayer | mężczyźni   | Riccardo Lione Eugenio Amore 2:0 (21:19, 24:22)    | Márcio Araújo Fábio Luiz Magalhães 2:1 (20:22, 21:19, 15:11) | Dimitrij Barsuk Igor Kołodiński 2:1 (21:16, 18:21, 16:14) | 1       |                                                  | Renato Geor Jorge Gia 1:2 (21:19, 16:21, 13:15)         | Nie awansowali                                        | Nie awansowali   | Nie awansowali   | 9.      |

Kobiety
| Zawodniczka                        | Konkurencja | Faza grupowa                                     | Faza grupowa                                              | Faza grupowa                                          | Pozycja | 1/8                                                | Ćwierćfinały                         | Półfinały        | Finał            | Finał   |
| Zawodniczka                        | Konkurencja | Przeciwnik Wynik                                 | Przeciwnik Wynik                                          | Przeciwnik Wynik                                      | Pozycja | Przeciwnik Wynik                                   | Przeciwnik Wynik                     | Przeciwnik Wynik | Przeciwnik Wynik | Pozycja |
| ---------------------------------- | ----------- | ------------------------------------------------ | --------------------------------------------------------- | ----------------------------------------------------- | ------- | -------------------------------------------------- | ------------------------------------ | ---------------- | ---------------- | ------- |
| Stefanie Schwaiger Doris Schwaiger | kobiety     | Vaso Karadasiou Viky Arvaniti 2:0 (21:18, 21:18) | Talita Antunes da Rocha Renata Ribeiro 0:2 (18:21, 19:21) | Bibiana Candelas Mayra Aide García 2:0 (21:17, 21:10) | 2       | Sara Goller Laura Ludwig 2:1 (23:21, 11:21, 18:16) | Tian Jia Wang Jie 0:2 (12:21, 12:21) | Nie awansowały   | Nie awansowały   | 5.      |

### Skoki do wody
Mężczyźni
| Zawodnik         | Konkurencja                  | Preeliminacje | Preeliminacje | Półfinał      | Półfinał      | Finał         | Finał         |
| Zawodnik         | Konkurencja                  | Punkty        | Miejsce       | Punkty        | Miejsce       | Punkty        | Miejsce       |
| ---------------- | ---------------------------- | ------------- | ------------- | ------------- | ------------- | ------------- | ------------- |
| Constantin Blaha | trampolina 3 m indywidualnie | 407,55        | 22.           | Nie awansował | Nie awansował | Nie awansował | Nie awansował |

Kobiety
| Zawodniczka             | Konkurencja                  | Preeliminacje | Preeliminacje | Półfinał       | Półfinał       | Finał          | Finał          |
| Zawodniczka             | Konkurencja                  | Punkty        | Miejsce       | Punkty         | Miejsce        | Punkty         | Miejsce        |
| ----------------------- | ---------------------------- | ------------- | ------------- | -------------- | -------------- | -------------- | -------------- |
| Veronika Kratochwil     | trampolina 3 m indywidualnie | 218,75        | 27.           | Nie awansowała | Nie awansowała | Nie awansowała | Nie awansowała |
| Anja Richter-Libiseller | wieża 10 m indywidualnie     | 287,70        | 22.           | Nie awansowała | Nie awansowała | Nie awansowała | Nie awansowała |

### Strzelectwo
Mężczyźni
| Zawodnik         | Konkurencja | Kwalifikacje | Kwalifikacje | Finał         | Finał         |
| Zawodnik         | Konkurencja | Wynik        | Pozycja      | Wynik         | Pozycja       |
| ---------------- | ----------- | ------------ | ------------ | ------------- | ------------- |
| Thomas Farnik    | ppn 60      | 594          | 10.          | Nie awansował | Nie awansował |
| Christian Planer | ppn 60      | 589          | 30.          | Nie awansował | Nie awansował |
| Mario Knögler    | kdw 60      | 590          | 30.          | Nie awansował | Nie awansował |
| Christian Planer | kdw 60      | 588          | 41.          | Nie awansował | Nie awansował |
| Thomas Farnik    | Kdw3X40     | 1171         | 7.           | 1268,9        | 5.            |
| Mario Knögler    | Kdw3X40     | 1170         | 8.           | 1268,4        | 7.            |

### Szermierka
Mężczyźni
| Zawodnik         | Konkurencja | 1/32                 | 1/16                  | 1/8              | Ćwierćfinały     | Półfinały        | Finał            | Finał   |
| Zawodnik         | Konkurencja | Przeciwnik Wynik     | Przeciwnik Wynik      | Przeciwnik Wynik | Przeciwnik Wynik | Przeciwnik Wynik | Przeciwnik Wynik | Pozycja |
| ---------------- | ----------- | -------------------- | --------------------- | ---------------- | ---------------- | ---------------- | ---------------- | ------- |
| Roland Schlosser | Floret      | Javier Mendez W 15:9 | Andrea Cassara P 8:15 | Nie awansował    | Nie awansował    | Nie awansował    | Nie awansował    | 15.     |

### Tenis stołowy
| Zawodnik        | Konkurencja        | Eliminacje       | Runda 1                                                    | Runda 2                                                        | Runda 3                                                       | 1/8 finału                                             | Ćwierćfinały     | Półfinały        | Finał            | Finał   |
| Zawodnik        | Konkurencja        | Przeciwnik Wynik | Przeciwnik Wynik                                           | Przeciwnik Wynik                                               | Przeciwnik Wynik                                              | Przeciwnik Wynik                                       | Przeciwnik Wynik | Przeciwnik Wynik | Przeciwnik Wynik | Pozycja |
| --------------- | ------------------ | ---------------- | ---------------------------------------------------------- | -------------------------------------------------------------- | ------------------------------------------------------------- | ------------------------------------------------------ | ---------------- | ---------------- | ---------------- | ------- |
| Robert Gardos   | gra pojedyncza (m) |                  | Ri Chol-guk 4:3 (6:11, 8:11, 9:11, 11:9, 11:1, 11:5, 11:9) | Zoran Primorac 2:4(10:12, 8:11, 11:6, 5:11, 11:5, 9:11)        | Nie awansował                                                 | Nie awansował                                          | Nie awansował    | Nie awansował    | Nie awansował    | 33.     |
| Chen Weixing    | gra pojedyncza (m) |                  |                                                            | Kamal sharath Achanta 4:1(11:5, 14:12, 11:2, 8:11, 12:10)      | Hao Wang 0:4 (7:11, 7:11, 5:11, 5:11)                         | Nie awansował                                          | Nie awansował    | Nie awansował    | Nie awansował    | 17.     |
| Werner Schlager | gra pojedyncza (m) |                  |                                                            |                                                                | Yoon Jae-young 4:3(10:12, 11:8, 6:11, 11:4, 9:11, 11:6, 11:8) | Wang Liqin 0:4(6:11, 4:11, 8:11, 2:11)                 | Nie awansował    | Nie awansował    | Nie awansował    | 9.      |
| Li Qiangbing    | gra pojedyncza (k) |                  |                                                            | Wenling Tan Monfardini 4:2(8:11, 11:7, 11:8, 8:11, 11:5, 11:4) | Wu Jiaduo 4:3(11:9, 10:12, 6:11, 11:8, 3:11, 11:9, 11:9)      | Tie Yana 3:4 (9:11, 11:9, 11:2, 2:11, 9:11, 11:8,3:11) | Nie awansowała   | Nie awansowała   | Nie awansowała   | 9.      |
| Liu Jia         | gra pojedyncza (k) |                  |                                                            |                                                                | Li Jie '1:4 (5:11, 8:11, 11:9, 10:12, 3:11)                   | Nie awansowała                                         | Nie awansowała   | Nie awansowała   | Nie awansowała   | 17.     |

Turniej drużynowy
| Zawodnik                                   | Konkurencja           | Faza grupowa     | Faza grupowa        | Faza grupowa         | Pozycja | Repasaże 1 runda    | Repasaże 2 runda  | Półfinały        | Finał/Mecz o 3. miejsce    | Finał/Mecz o 3. miejsce |
| Zawodnik                                   | Konkurencja           | Przeciwnik Wynik | Przeciwnik Wynik    | Przeciwnik Wynik     | Pozycja | Przeciwnik Wynik    | Przeciwnik Wynik  | Przeciwnik Wynik | Przeciwnik Wynik           | Pozycja                 |
| ------------------------------------------ | --------------------- | ---------------- | ------------------- | -------------------- | ------- | ------------------- | ----------------- | ---------------- | -------------------------- | ----------------------- |
| Chen Weixing Robert Gardos Werner Schlager | turniej drużynowy (m) | Chiny · P (0:3)  | Grecja · W (3:0)    | Australia · W (3:0)  | 2.      | Chorwacja · W (3:1) | Japonia · W (3:1) |                  | Korea Południowa · P (1:3) | 4.                      |
| Veronika Heine Li Qiangbing Liu Jia        | turniej drużynowy (k) | Chiny · P (0:3)  | Chorwacja · W (3:0) | Dominikana · W (3:0) | 2.      | Japonia · P (0:3)   | Nie awansowały    | Nie awansowały   | Nie awansowały             | 7.                      |

### Tenis ziemny
Kobiety
| Zawodnik       | Konkurencja | 1/32                                        | 1/16                          | 1/8                            | Ćwierćfinały                         | Półfinały        | Finał            | Finał          |
| Zawodnik       | Konkurencja | Przeciwnik Wynik                            | Przeciwnik Wynik              | Przeciwnik Wynik               | Przeciwnik Wynik                     | Przeciwnik Wynik | Przeciwnik Wynik | Pozycja        |
| -------------- | ----------- | ------------------------------------------- | ----------------------------- | ------------------------------ | ------------------------------------ | ---------------- | ---------------- | -------------- |
| Sybille Bammer | singel      | Anabel Medina Garrigues 2:1 (6:2, 4:6, 6:4) | Patty Schnyder 2:0 (6:4, 6:4) | Lucie Šafářová '2:0 (7:5, 6:4) | Wiera Zwonariowa 1:2 (3:6, 6:3, 3:6) | Nie awansowała   | Nie awansowała   | Miejsca 5.- 8. |

Mężczyźni
| Zawodnik                    | Konkurencja | 1/32                              | 1/16                                                | 1/8                                 | Ćwierćfinały                | Półfinały        | Finał            | Finał           |
| Zawodnik                    | Konkurencja | Przeciwnik Wynik                  | Przeciwnik Wynik                                    | Przeciwnik Wynik                    | Przeciwnik Wynik            | Przeciwnik Wynik | Przeciwnik Wynik | Pozycja         |
| --------------------------- | ----------- | --------------------------------- | --------------------------------------------------- | ----------------------------------- | --------------------------- | ---------------- | ---------------- | --------------- |
| Jürgen Melzer               | singel      | Marcos Daniel 2:1 (6:7, 6:1, 8:6) | Stanislas Wawrinka 2:0 (6:4, 6:0)                   | Lu Yen-hsun 2:0 (6:2, 6:4)          | Rafael Nadal 0:2 (0:6, 4:6) | Nie awansował    | Nie awansował    | Miejsca 5. – 8. |
| Julian Knowle Jürgen Melzer | debel       |                                   | Nicolas Kiefer Rainer Schüttler 2:1 (6:7, 6:3, 6:1) | Bob Bryan Mike Bryan 0:2 (6:7, 4:6) | Nie awansowali              | Nie awansowali   | Nie awansowali   | Miejsca 9. 16.  |

### Triathlon
| Zawodnik               | Konkurencja | Pływanie (1,5 km) | Zmiana 1 | Jazda na rowerze (40 km)  | Zmiana 2                  | Bieg (10 km)              | Czas                      | Pozycja                   |
| ---------------------- | ----------- | ----------------- | -------- | ------------------------- | ------------------------- | ------------------------- | ------------------------- | ------------------------- |
| Simon Agoston          | mężczyźni   | 18:20             | 0:30     | 59:00                     | 0:31                      | 35:02                     | 1:53:23,98                | 38.                       |
| Kate Allen             | kobiety     | 20:57             | 0:32     | 1:05:24                   | 0:35                      | 34:32                     | 2:02:00,69                | 14.                       |
| Tania Haiböck          | kobiety     | 21:03             | 0:28     | 1:05:22                   | 0:33                      | 36:37                     | 2:04:03,16                | 27.                       |
| Eva Bramböck-Dollinger | kobiety     | 20:04             | 0:25     | Nie ukończyła konkurencji | Nie ukończyła konkurencji | Nie ukończyła konkurencji | Nie ukończyła konkurencji | Nie ukończyła konkurencji |

### Żeglarstwo
Kobiety
| Zawodnik                       | Konkurencja | Wyścig | Wyścig  | Wyścig | Wyścig | Wyścig | Wyścig | Wyścig | Wyścig | Wyścig | Wyścig | Wyścig | Punkty | Finałowa pozycja |
| Zawodnik                       | Konkurencja | 1      | 2       | 3      | 4      | 5      | 6      | 7      | 8      | 9      | 10     | M*     | Punkty | Finałowa pozycja |
| ------------------------------ | ----------- | ------ | ------- | ------ | ------ | ------ | ------ | ------ | ------ | ------ | ------ | ------ | ------ | ---------------- |
| Sylvia Wogl Carolina Flatscher | 470         | 9      | 20(DSQ) | 13     | 7      | 1      | 7      | 1      | 13     | 6      | 11     | 16     | 84     | 9.               |

Mężczyźni
| Zawodnik                               | Konkurencja | Wyścig | Wyścig | Wyścig | Wyścig | Wyścig | Wyścig | Wyścig | Wyścig | Wyścig | Wyścig | Wyścig | Punkty | Finałowa pozycja |
| Zawodnik                               | Konkurencja | 1      | 2      | 3      | 4      | 5      | 6      | 7      | 8      | 9      | 10     | M*     | Punkty | Finałowa pozycja |
| -------------------------------------- | ----------- | ------ | ------ | ------ | ------ | ------ | ------ | ------ | ------ | ------ | ------ | ------ | ------ | ---------------- |
| Andreas Geritzer                       | Laser       | 28     | 6      | 2      | 30     | 20     | 44     | 44     | 18     | 9      |        | –      | 157    | 19.              |
| Matthias Schmid Florian Reichstädter   | 470         | 24     | 19     | 25     | 24     | 14     | 24     | 24     | 5      | 19     | 11     | –      | 164    | 24.              |
| Hans Spitzauer Hans-Christian Nehammer | Star        | 14     | 10     | 11     | 6      | 14     | 4      | 12     | 4      | 12     | 14     | –      | 87     | 12.              |
| Roman Hagara Hans-Peter Steinacher     | Tornado     | 12     | 10     | 14     | 10     | 11     | 3      | 3      | 9      | 5      | 5      | 14     | 82     | 9.               |

Open
| Zawodnik                    | Konkurencja | Wyścig | Wyścig | Wyścig | Wyścig | Wyścig | Wyścig | Wyścig | Wyścig | Wyścig | Wyścig | Wyścig | Wyścig | Wyścig | Punkty | Finałowa pozycja |
| Zawodnik                    | Konkurencja | 1      | 2      | 3      | 4      | 5      | 6      | 7      | 8      | 9      | 10     | 11     | 12     | M*     | Punkty | Finałowa pozycja |
| --------------------------- | ----------- | ------ | ------ | ------ | ------ | ------ | ------ | ------ | ------ | ------ | ------ | ------ | ------ | ------ | ------ | ---------------- |
| Nico Delle Karth Niko Resch | 49er        | 9      | 2      | 14     | 8      | 13     | 7      | 5      | 7      | 7      | 13     | 5      | 1      | 22     | 99     | 8.               |

M = Wyścig medalowy